# 聖尼可拉斯德卡塔戈區
聖尼可拉斯德卡塔戈區（西班牙語：San Nicolás），是哥斯達黎加的一個區，位於該國東部卡塔戈省，面積28.23平方公里，海拔高度1,400米，2011年人口25,948，人口密度每平方公里919.16人。